# Manel Casserras i Solé
Manel Casserras i Solé (Solsona, 22 de juliol de 1957 - 30 d'abril de 2015) va ser un escultor català, destacat constructor d'imatgeria festiva de Catalunya.
És fill de Lola Solé i Puig i de Manel Casserras i Boix. Manel Casserras i Solé aprengué l'ofici del seu pare i seguí endavant amb el seu taller de Solsona a la mort d'aquest el 1996.
Va intervenir a la Catedral de Solsona, on va realitzar la restauració de la portalada barroca i del conjunt escultòric de l'Assumpta de la plaça de Palau, la restauració dels elements escultòrics de l'absis i de les figures de la porta de Sant Agustí. També va participar en la restauració de la rosassa i del campanar de la basílica de Santa Maria de Cervera, entre d'altres. A més de la creació de gegants i altres figures folklòriques d'arreu de Catalunya va destacar per la restauració de peces històriques i emblemàtiques com el Drac de Solsona (segle XVII), els Gegants del Pi de Barcelona, els Nans de la Patum de Berga i els del seguici de Tarragona. El 2011, va obtenir el premi Gegant Boig núm. 145 del Carnaval de Solsona, premi que reconeix la seva col·laboració amb la festa solsonina, de la que n'era el mestre geganter d'algunes figures i tenia cura de les restauracions que aquestes requereixen.
L'any 2014, l'Agrupació de Geganters de Solsona li va concedir la condició de geganter d'honor.